# Aaron Mensing
Hans Aaron Mensing (født 11. november 1997 i Sønderborg) er en dansk håndboldspiller, der spiller for tyske MT Melsungen og Danmarks herrehåndboldlandshold.

## Karriere

### Klubhold
Aaron Mensing spillede faktisk allerede for tyske SG Flensburg-Handewitt, indtil han var 12. Han fik i 2015, ligadebut for SønderjyskE Håndbold. I sæsonen 2020/21 skiftede han til TTH Holstebro og var selvsamme sæson på ligaens officielle All-Star hold. Året efter, i sommeren 2021, skrev han under på en to-årig kontrakt med storklubben SG Flensburg-Handewitt. I sæson 2023/2024 skiftede han til GOG. Efter en sæson i Danmark skiftede han tilbage til Tyskland til MT Melsungen.
I 2025 rev han akillessenen over i en EHF European League kamp mod THW Kiel.

### Landshold
Mensing står noteret for 30 landskampe og 69 mål for det danske U/21-landshold. Han deltog desuden ved U/21-VM i håndbold 2017 i Algeriet. Da han både har dansk og tysk statsborgerskab, fik han et tilbud fra den tyske landstræner Alfreð Gíslason, om at optræde for det tyske landshold i 2021. Mensing besluttede sig dog for i stedet at repræsentere Danmark og fik officielt debut den på A-landsholdet den 28. april 2021, mod Schweiz i EM-kvalifikationen.
Han blev desuden udtaget til sin første slutrunde ved EM i herrehåndbold 2022 i Ungarn/Slovakiet.